# Bryophaenocladius sclerus
Bryophaenocladius sclerus är en tvåvingeart som beskrevs av Wang, Liu och Epler 2004. Bryophaenocladius sclerus ingår i släktet Bryophaenocladius och familjen fjädermyggor. Arten har ej påträffats i Sverige. Inga underarter finns listade i Catalogue of Life.